# The Sea of Perdition
The Sea of Perdition ist ein Science-Fiction-Kurzfilm von Regisseur Richard Stanley aus dem Jahr 2006. Der Film feierte im Oktober 2006 seine Premiere beim Sitges Festival Internacional de Cinema de Catalunya in Sitges bei Barcelona (Spanien).

## Handlung
Ein Expeditionsteam wurde auf den Mars entsandt, um ihn zu erkunden. Die Kosmonautin mit dem Codenamen „Sly Delta Honey“ verliert den Anschluss an ihre Teammitglieder. Als sie mit Funkrufen und einem High-Tech-Kompass nach ihnen sucht, empfängt sie seltsame Funksignale und versucht deren Ursprung mittels des Kompasses ausfindig zu machen. Dabei stößt sie auf eine Höhle, vor der eine Steinkopfskulptur steht und in der sich ein kleiner See befindet, aus dem plötzlich eine nackte Frau emporsteigt. Die vermeintliche Frau ist das Ebenbild der Kosmonautin, die nun ihren Raumanzug-Helm berührt, küsst und ihr Visionen mit der gesamten Bandbreite der Menschheit, der Erde und grauen Außerirdischen sendet, bis sie tot und mumifiziert ist. Zum Schluss sieht man das Wesen aus dem See, welches nun ein amphibienähnliches, humanoides und außerirdisches Erscheinungsbild aufweist, wie es die Höhle im gefledderten Raumanzug verlässt und mittels des High-Tech-Kompasses die restlichen Kosmonauten sucht, die schon auf die überfällige Sly Delta Honey warten und sie per Funk rufen.

## Trivia
- Der Drehort, der als Marslandschaft diente, befindet sich auf Island.